# Nikos Kapetanidis

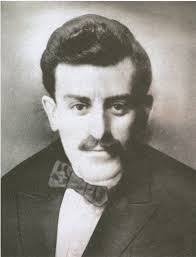
Nikos Kapetanidis

Nikos Kapetanidis (griechisch Νίκος Καπετανίδης; * 1889 in Rize; † im September 1921 in Amasya) war ein pontosgriechischer Journalist und Zeitungsherausgeber. Er war eine der bekanntesten Persönlichkeiten der Pontosregion und wurde von den türkischen Nationalisten getötet.

## Leben
Kapetanidis wurde in Rize in der Pontos-Region des Osmanischen Reiches in der Türkei geboren. Er besuchte das Phrontisterion von Trapezunt (Trapezous College), eine griechische Mittelschule in der Hafenstadt Trabzon. Danach wurde er zu einem der bekanntesten Journalisten und aktiven Mitarbeiter der örtlichen griechischsprachigen Presse. Kapetanidis veröffentlichte seine eigene Zeitung Epochi (Saison). Er beteiligte sich in Bildungsangelegenheiten und unterstützte bei der Griechischen Sprachenfrage den Demotizismus in den örtlichen Schulen. Darüber hinaus bestand er darauf, dass die Bildung nicht von den religiösen Autoritäten kontrolliert werden sollte, vor allem nicht durch das Ökumenischen Patriarchat von Konstantinopel.
Kapetanidis wurde im September 1921 in Amasya von den türkischen Nationalisten unter Mustafa Kemal Pascha während der Griechenverfolgungen im Osmanischen Reich 1914–1923 vom Unabhängigkeitsgericht hingerichtet. Er war einer von mehreren Persönlichkeiten der örtlich-griechischen Gemeinde, die dort getötet wurden.
| Personendaten    | Personendaten                                                              |
| ---------------- | -------------------------------------------------------------------------- |
| NAME             | Kapetanidis, Nikos                                                         |
| ALTERNATIVNAMEN  | Καπετανίδης, Νίκος (griechisch)                                            |
| KURZBESCHREIBUNG | osmanischer Zeitungsjournalist und Herausgeber pontosgriechischer Herkunft |
| GEBURTSDATUM     | 1889                                                                       |
| GEBURTSORT       | Rize                                                                       |
| STERBEDATUM      | September 1921                                                             |
| STERBEORT        | Amasya                                                                     |